# Vliegveld Ubbena
Vliegveld Ubbena  is een voormalig vliegveld dat even ten noorden van de Nederlandse stad Assen was gelegen bij de gelijknamige buurtschap Ubbena. In 1911 werd het toentertijd vierde vliegveld in Nederland aangelegd in de buurtschap. Acht jaar nadat de eerste gemotoriseerde vlucht van de gebroeders Wright had plaatsgevonden werd er ook in Nederland al gemotoriseerd gevlogen. Het vliegveld zou slechts enkele jaren blijven bestaan.

## Begin
De Groninger Emile de Schepper, die financiering had gekregen van zijn vader die een biljartfabriek had, bouwde samen met de Belg Hubert Hagens die motortechnicus en oud-baanwielrenner was een gemotoriseerd vliegtuig, de Helpman 1-eendekker met een Anzani motor. Hagens had gewerkt als monteur in de Anzanifabriek en voor de piloot Jan Olieslagers. Hagens wilde nadat het vliegtuig gereed was zijn vliegbrevet gaan halen op het Vliegkamp in Ede. Het vliegtuig stond na completering eind mei tentoongesteld in de rijschool van de Fongers fietsenfabriek in Groningen.
Nu was een locatie nodig om vluchten ermee te kunnen gaan uitvoeren. De Groninger caféhouder Albert Hofkamp was in het bezit van een perceel heidegrond dat hij verhuurde aan De Schepper en Hagens. Omdat er  behoefte was aan meer grond werden eigenaren van belendende percelen bereid gevonden nog meer grond ter beschikking te stellen. In mei 1911 werd de heide afgebrand en het terrein werd geëgaliseerd met behulp van een stoomploeg. In de gemeenteraad van Vries werd de vergunning verleend voor het plaatsen van een "groot getimmerte" en tevens werd een sterke drankvergunning gegeven en mocht de vliegschool formeel van start gaan.
Er werd een vliegveld aangelegd met landingsbaan om in de toekomst ook een vliegschool te kunnen starten en er werden tevens twee hangars gebouwd en "ene ververschingstent", een restaurant dat Hofkamp wilde uitbaten. Dat gebouw was 20 meter diep en 8 meter breed en had een overdekte veranda van 3 meter. Binnen werden slaapgelegenheden, een keuken en bergplaatsen gemaakt. Na voltooiing van het vliegveld en de bebouwing werd op 12 juni 1911 de Helpman I versleept van Groningen naar Ubbena. Het voorstuk lag op een wagen en het achterdeel reed mee op het eigen wieltje.
Onderdak werd ook in de hangar geboden aan het in aanbouw zijnde vliegtuig de Veendam I van de Veendamse luchtvaartpionier en stukadoor Albert Reinders. Hij paste het toestel op advies van Hagens aan zodat de motor veilig gemonteerd kon worden. De propeller werd gefabriceerd door de Biljartfabriek Het Noorden en aan het toestel bevestigd. Ondanks een storm op 18 juni bleef de hangar overeind. De hangar was 16 meter breed en 12 meter diep.

## Eerste vluchten
Half juni begonnen de vliegproeven door Hagens. Het bleef bij pogingen op te stijgen na een paar honderd meter rijden waarbij het vliegtuig enkele meters loskwam van de grond maar een echte vlucht was te gevaarlijk omdat er her en der nog gaten in de startbaan zaten. Publiek stroomde van heinde en verre toe om de pogingen te bekijken. Uiteindelijk belandde het vliegtuig op het eind van het terrein in de vroege avond van 16 juni in een net gedempt wagenspoor na een zwenking. Hierdoor werd het onderstel en de rechtervleugel beschadigd. In juli ging het beter. Het vliegtuig kon bij windstil weer vluchten maken over de volle lengte van het vliegveld op een hoogte van 5 tot 10 meter. Het publiek kwam, mede doordat het vakantie was, in groten getale kijken. Eind juli ging het bijna mis toen het vliegtuig na een korte draai neerstortte op de neus en een van de vleugels brak en de propeller zwaar werd beschadigd. Beide werden snel gerepareerd. In augustus werd het vliegveld verder geëgaliseerd.
In september 1911 werd voor de vliegschool een instructeur aangenomen, de piloot Adriaan Mulder, de eerste persoon die een vliegbrevet had gehaald in Nederland, aangezien er “reeds eenige aviateurs en leerling-aviateurs hadden aanvrage gedaan”. Dit ook omdat het zelf leren vliegen De Schepper en Hagens tegen was gevallen. Op vijf september kon er door een heidebrand echter niet worden gevlogen. Op zeven september was de lucht opgeklaard en slaagde Mulder er in een vlucht van 8 à 9 kilometer te maken met de Helpman 1. De vlucht ging naar Assen en terug. De topsnelheid die werd bereikt was 100 kilometer per uur. De vlieger Siebrand Koning besloot ook om zijn vliegtuig, de Goupy 2, na reparaties, te stallen in de hangars van het vliegveld om testvluchten te gaan maken. Op 8 september arriveerde de dubbeldekker gedemonteerd in Ubbena. Koning had zijn twee Franse vliegtuigmechaniciens, Emile Ladougne en La Douilly, meegenomen om het in elkaar te zetten. Door de publiciteit arriveerden er ook vier leerlingpiloten in Ubbena - de Utrechtse broers Van Dijk en hun neef Paanakker. Deze hadden reeds eerder met Mulder geoefend op het vliegveld van Gilze-Rijen en wilden in Ubbena hun brevet gaan halen. Koning maakte op 10 september een testvlucht van zes minuten in de Goupy. Er waren tussen de 1500 en 2000 mensen aanwezig. Hofkamp had rijtuigen gecharterd die het publiek vanuit Groningen naar de luchthaven vervoerden.

## Verdere uitbouw en neergang
Op 17 september was de tweede hangar gereedgekomen en in dat gebouw van 12 bij 10 meter werd het vierde vliegtuig gestald, de Nummer 2 van de gebroeders Van Dijk en hun neef Paanakker. In Groningen werd inmiddels gewerkt aan een vijfde vliegtuig, de Helpman II. In dat jaar stonden er dus vier vliegtuigen in de hangars.
Op 21 september werden de Goupy 2 en Helpman 1 gedemonteerd en per wagen en trein naar Den Haag vervoerd. Koning en Mulder gingen daar op de renbaan Duindigt vliegdemonstraties houden tien dagen lang. De gebroeders Van Dijk oefenden nog steeds op 22 september in Ubbena en Reinders wilde op zondag 25 september een testvlucht maken. De vlucht van Reinders ging niet door vanwege problemen met de luchttoevoerregeling maar de leerlingpiloten Van Dijk deden een aantal roloefeningen voor de duizend bezoekers die dag. In Den Haag stortte ondertussen Mulder met de Helpman 1 neer en werd bewusteloos naar het ziekenhuis gebracht op 26 september. Het publiek plunderde het vliegtuig op zoek naar souvenirs. Dit luidde het begin van het einde van het vliegveld in. De Schepper besloot te stoppen met de vliegsport naar aanleiding van het neerstorten van de Helpman 1 en Hagens kreeg later een aanbod van de Britse Anzani Motor Company in Londen om daar te gaan werken als vliegtuigmechanicien en vertrok uiteindelijk in 1916. Ook de Goupy 2 van Koning was in Den Haag ernstig beschadigd geraakt door een omgewaaide hangar tijdens een storm. De nog bruikbare onderdelen ervan werden voor reparatie naar Parijs gestuurd.
In Ubbena oefenden de broers Van Dijk en Paanakker ondertussen tot in oktober nog steeds in hun Nummer 2 en trainden zich niet enkel in roloefeningen maar ook in stijgen en dalen. Reinders sleutelde verder aan de Veendam 1.

## Nadagen
Door de vele najaarsstormen werd er echter in oktober nauwelijks meer gevlogen. Twee vliegtuigen waren op Duindigt aan hun eind gekomen en hoewel Mulder het ziekenhuis kon verlaten was zijn rol in Ubbena als vliegenier door het verlies van zijn vliegtuig uitgespeeld. Dat de uitbater van de restauratie Hofkamp op 13 oktober gearresteerd werd als verdachte van "het pleegen van ontuchtige handelingen" hielp ook niet mee. Mede daarom vertrok de aangenomen instructeur Adriaan Mulder op 15 november. Hij ging naar Marseille om daar een nieuw vliegtuig te gaan invliegen op een groot vliegveld. Hierdoor vertrokken de leerling-vliegeniers naar andere opleidingen elders in het land. Hagens en De Schepper vlogen niet meer en het toestel van Reinders was nog steeds niet vliegklaar. Op 23 januari 1912 verkocht Reinders zijn vliegtuig uiteindelijk aan de bouwkundig ondernemers Groenier en Linzel uit Stadskanaal en het werd elders in Assen opgeslagen. Op 11 februari 1912 werd begonnen met het afbreken van de eerste hangar en zette Hofkamp de "consumptietent" op het terrein te koop.
De Franse piloot Henri Convert bezocht op 13 mei 1912 Nederland en gaf in Assen dagelijks vliegdemonstraties met zijn Blériot. Op 3 juni belandde het vliegtuig in een sloot en raakte daardoor zwaar beschadigd. Op 7 juli werd het vervoerd naar Ubbena en gestald in de nog bestaande tweede hangar. Na reparatie werden er die dag nog drie geslaagde rondvluchten over Assen gemaakt. Op 14 juli vloog hij van Ubbena naar Meppel en dan weer terug naar Groningen. Door een gebrek aan publiek was er voor Convert geen mogelijkheid meer om geld te verdienen met de luchtshows. Hij probeerde inkomsten te genereren door het strooien van reclamefolders uit het vliegtuig bij vluchten over Groningen. Na het geven van nieuwe vliegdemonstraties in Assen belandde zijn vliegtuig in een sloot en raakt wederom beschadigd. Uiteindelijk besloot hij op 25 juli omdat te weinig bedrijven hem wilden inhuren voor reclameverspreiding met zijn vliegtuig Ubbena te verlaten en vertrok naar het zuiden van Nederland. Bij zijn vertrek ontving hij uit waardering voor zijn vlucht op 7 juli boven Groningen een verguld zilveren medaille namens de Groningse burgerij met inscriptie en gekalligrafeerde oorkonde.

## Einde vliegveld
Op 7 februari 1913 werd de inventaris van de "consumptietent" van Hofkamp geveild. Albert Hofkamp emigreerde uiteindelijk in juli na faillissement met zijn gezin naar Buenos Aires in Argentinië. Het vliegveld bleef onttakeld achter, de hangar die er nog was werd niet meer onderhouden en de startbaan overwoekerde met heide. Twee jaar later werd een poging gedaan tot het veilen van het voormalige vliegveld in vier percelen als heideveld namens Hofkamp. De veiling slaagde aanvankelijk niet. Het terrein met een boerenbehuizing geheten 't Oude Vliegveld werd daarna bewoond door Lammert Hofkamp, de broer van Albert. Hij had geen geluk want op 6 november 1921 brandde het huis tot de grond toe af. Eind jaren twintig verkocht hij "op het voormalige vliegveld" nog bovenveen en heiplaggen. Het vliegveld was daarmee ten einde gekomen en de percelen werden steeds minder herkenbaar als voormalig vliegveld. Aan het begin van de voormalige startbaan van het vliegveld werd in de eenentwintigste eeuw een modelvliegveld gevestigd van de Radio Controlled Modelvliegclub Assen.

## Aanwezige vliegtuigen

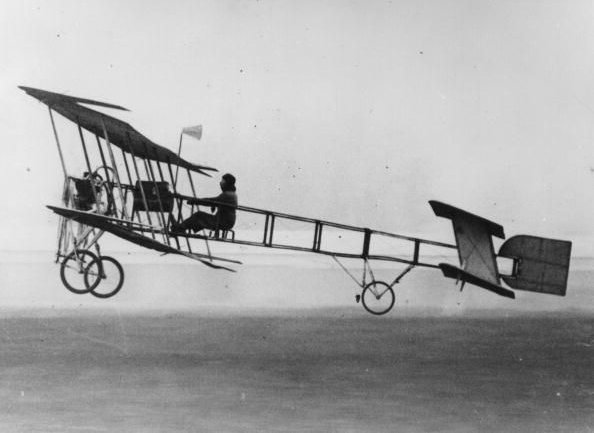
Goupy 2

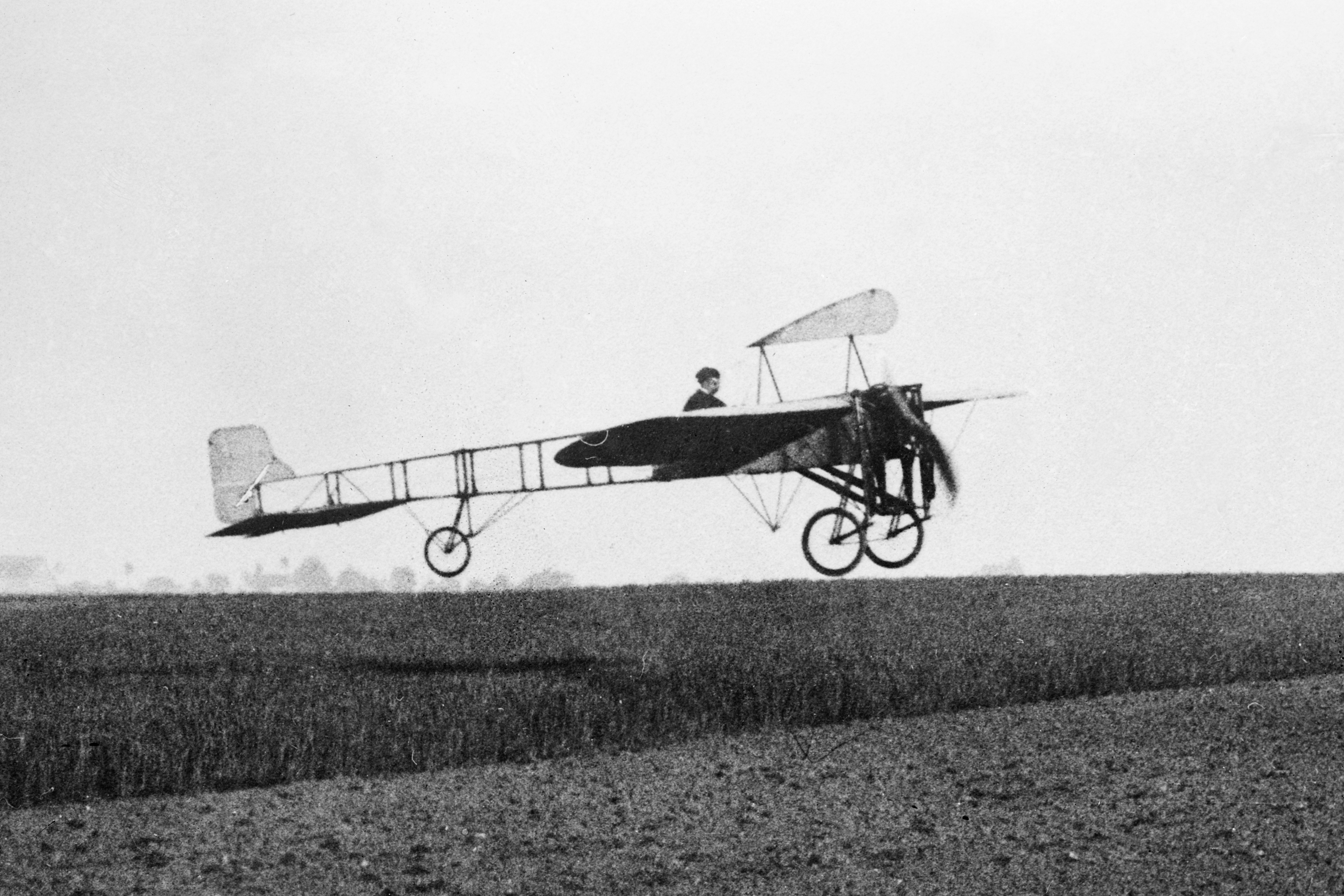
Blériot

- Helpman 1, eendekker, Emile de Schepper en Willem Hagens, aankomst 12 juni 1911
- Veendam I, eendekker, Willem Reinders, aankomst 19 juli 1911
- Goupy 2, dubbeldekker, Siebrand ("Siep") Koning, aankomst 8 september 1911
- Nummer 2 (of No.2), eendekker, Van Dijk en Paanakker, aankomst 17 september 1911
- Blériot, Henri Convert, aankomst 7 juli 1912